# Joseph Baumhauer
Joseph Baumhauer (mort à Paris le 22 mars 1772), est un ébéniste français, marchand ébéniste privilégié du Roi en 1749.

## Biographie
Comme un très grand nombre d'ébéniste installés à Paris à l'époque, Joseph Baumhauer est originaire d'Allemagne. Installé en France dans les années 1740 à la suite de son mariage avec la fille d'un ébéniste français, il n'obtient pour autant jamais le brevet de maître ébéniste. Il doit se contenter d'un brevet de marchand ébéniste privilégié du roi en 1749. Il travaille essentiellement à la commande et revend ses réalisations par l'intermédiaire de marchands merciers. Ses meubles sont estampillés par son simple prénom « Joseph ». Dans les années 1750, il se spécialise dans les meubles décorés de pièces de laques japonaises. Son fils, Gaspard-Joseph Baumhauer, né en 1747, a collaboré avec son père puis poursuivi son activité après sa mort.

## Meubles conservés dans des collections publiques et musées

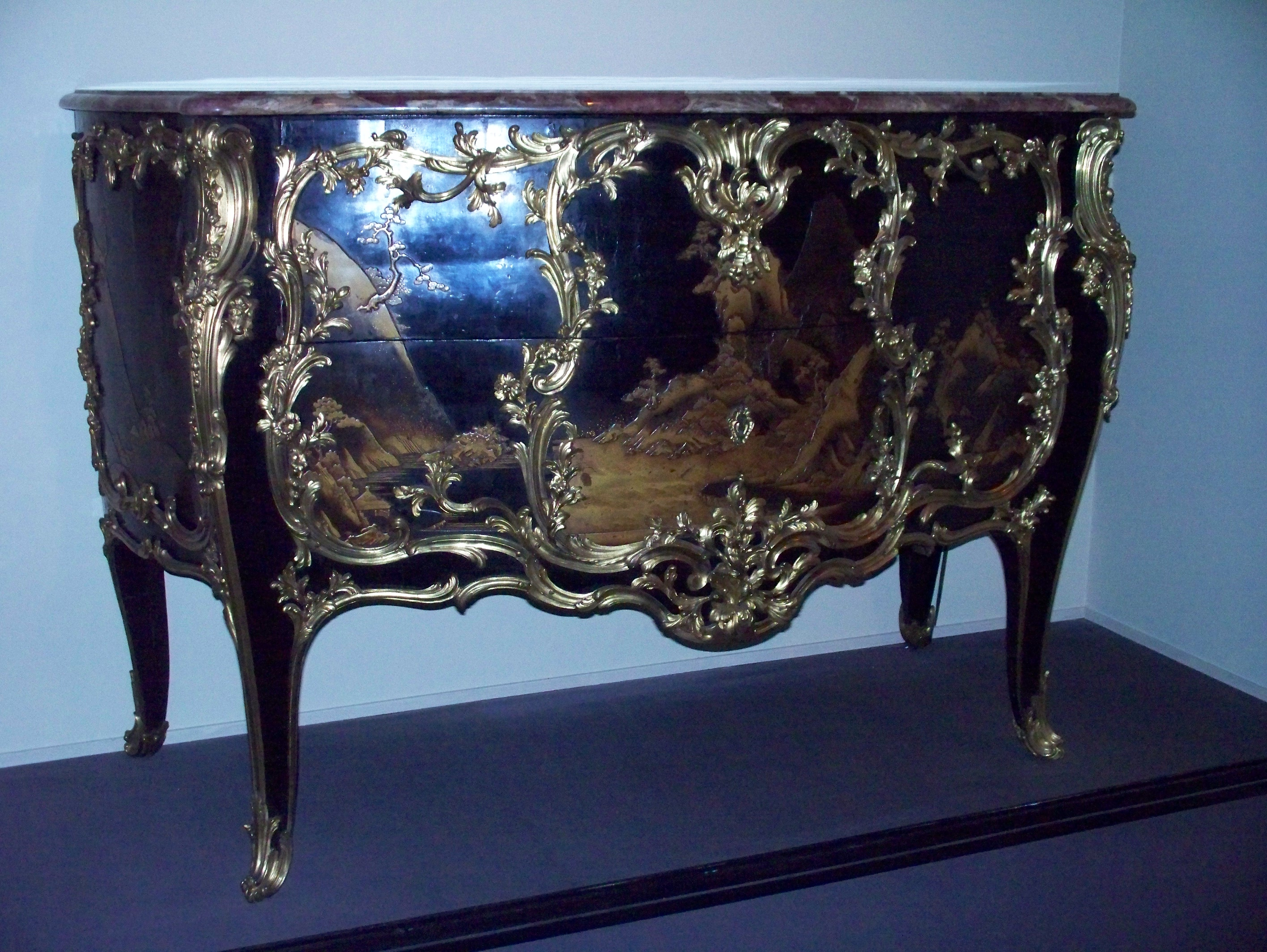
Commode décorée de panneaux de laque japonaise, Victoria & Albert Museum

- bureau plat, vers 1745-1749, Getty Center, Los Angeles[3]
- commode, vers 1750, Getty Center[4]
- commode, vers 1755-1758, Victoria and Albert Museum, Londres[2]
- bureau et son cartonnier de Lalive de Jully, vers 1757, musée Condé, Chantilly[5]
- cabinet, vers 1765, Getty Center[6]
- commode et paire d'encoignures, vers 1770, musée du Louvre[1]
- secrétaire à abattant, vers 1770, musée du Louvre[7]
- commode plaquée de bois de rose et d'amarante, Musée Jacquemart-André, Paris[8]
- deux cabinets classés monuments historiques le 26 mai 1937, château de Versailles[9]
- commode en noyer plaquée de laque japonaise ayant appartenu à Louise-Jeanne de Durfort, duchesse de Mazarin, château de Windsor, Angleterre[10]
- paire d'encoignures ayant appartenu à Louise-Jeanne de Durfort, duchesse de Mazarin, château de Windsor, Angleterre[11]